# 科贾·穆罕默德·尼扎米丁帕夏
奥斯曼哲克勒·达尼什曼德奥卢·科贾·穆罕默德·尼扎米丁帕夏（鄂圖曼土耳其語：‎，简称科贾·穆罕默德帕夏，—1439年），奥斯曼帝国官员，曾于1429年至1438年间出任奥斯曼帝国大维齐尔。

## 生平
科贾·穆罕默德帕夏出生在今天乔鲁姆的奥斯曼哲克。出生日期不详，他父亲是曾与1406至1413年间出任奥斯曼帝国大维齐尔的奥斯曼哲克勒·伊曼扎德·哈利勒帕夏。
奥斯曼帝国的历史年表中曾提及科贾·穆罕默德帕夏出身阿马西亚，原因可能是由于奥斯曼哲克曾隶属于阿马西亚。
担任大维齐尔之后，科贾·穆罕默德帕夏在奥斯曼哲克定居，并于1439年在那里去世。